# A-7282
La carretera A-7282 es un acceso de la Red Complementaria Málaga de la Junta de Andalucía, denominado como Accesos a Antequera, un tramo de carretera entre las dos autovías  A-92  y  A-45 , otro tramo de autovía urbana entre  A-45  y polígono industrial de Antequera y el último tramo incompleto entre el polígono industrial de Antequera y la carretera  A-343  como tramo urbano en el norte de Antequera.
Se construyó en el año 1997 como proyecto de vial paralelo al casco urbano de Antequera en una vía de doble calzada evitando el cuello de botella y se construyó como una circunvalación norte de Antequera. En junio de 1999, finalizaron las obras a excepción de un pequeño tramo de 700 metros aproximadamente (los puntos kilométricos 11,950 y 12,650), al descubrir los restos arqueológicos de Villa Romana, fueron paralizadas las obras y dejaron como desvíos provisionales de único carril de ambos sentidos. En el año 2010, el Silo se demolió para permitir a intentar salir adelante el proyecto a completar la circunvalación, pero lo retrasó por problemas administrativos de la Junta de Andalucía.
En 20 años desde la inauguración, se remontaron el proyecto para completar toda la circunvalación norte de Antequera después de varios intentos de las pasadas legislaturas del Gobierno socialista de Andalucía, finalmente había iniciado las obras a finales de enero de 2020 para concluirse en un plazo de 12 meses con las mejoras de entre los pkm 10 y 14 de la circunvalación, completar el tramo de 700 metros y la construcción de una glorieta en el 12,400 de intersección con el camino de la Campsa.
La Villa Romana tiene una fecha de fin de conservación en noviembre de 2020, en cuando concluirán las obras de la nueva estación ferroviaria de Antequera-Ciudad para permitir el paso de la LAV Antequera-Granada.

## Tramos
| Denominación | Tramo                                               | Año servicio                                | km  |
| ------------ | --------------------------------------------------- | ------------------------------------------- | --- |
| A-7282       | A-343 -Estación de Antequera-Ciudad                 | 1999                                        | 1   |
| A-7282       | Estación de Antequera-Ciudad-Huerta la Marquesa     | Primera calzada: 1999 Segunda calzada: 2020 | 1   |
| A-7282       | Huerta la Marquesa-Polígono industrial de Antequera | 1999                                        | 1,3 |
| A-7282       | Polígono industrial de Antequera- A-45              | 1999                                        | 3,4 |